# Gian Pio Torricelli

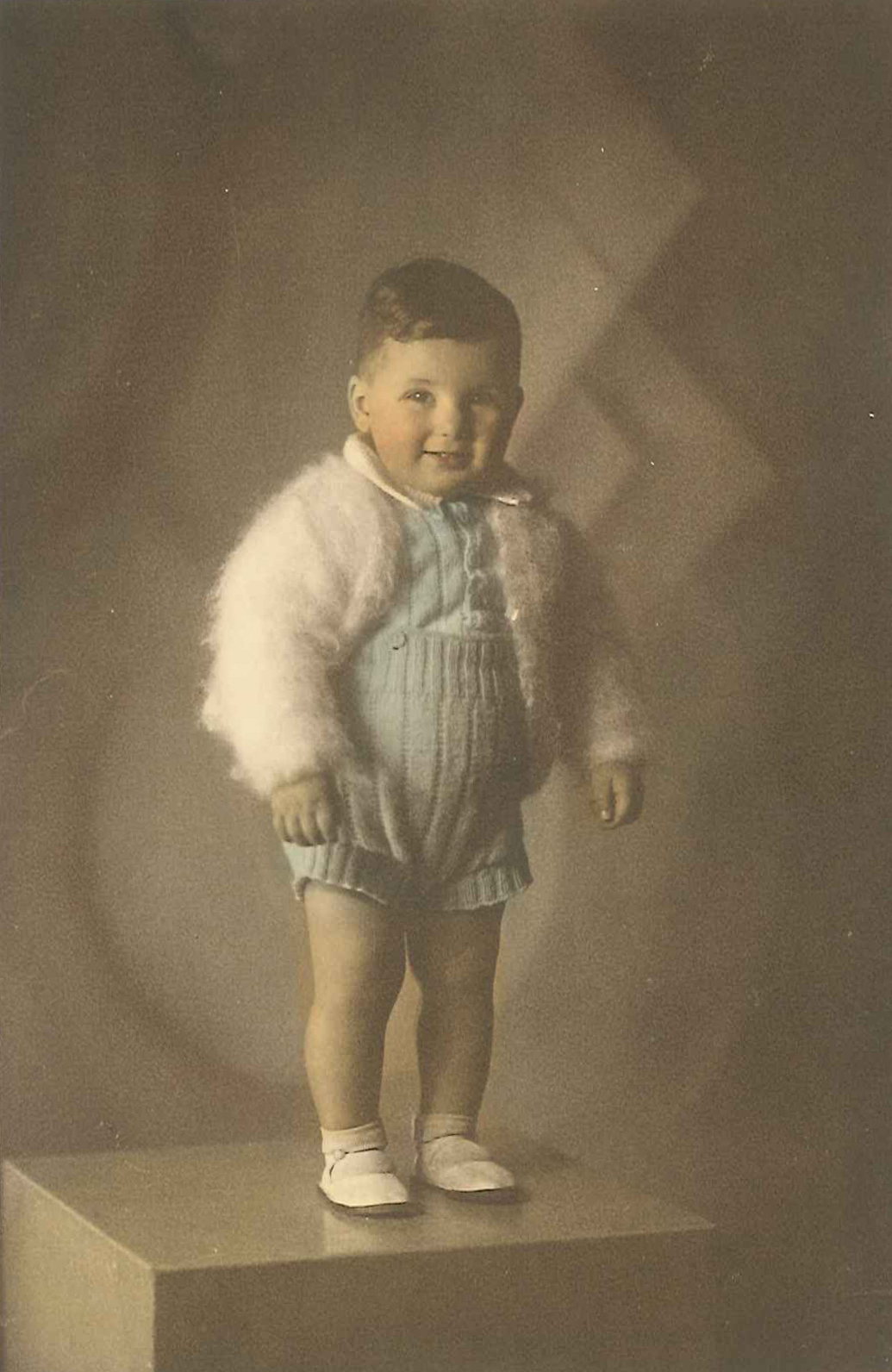

Gian Pio Torricelli (Modena, 6 settembre 1942 – Modena, 13 novembre 2018) è stato un artista e poeta italiano.

## Biografia
Nasce a Modena dove frequenta l'ambiente culturale giovanile emiliano. Frequenta artisti come Giuliano Della Casa, Claudio Parmiggiani, Carlo Cremaschi, nell'ambito della Rassegna "Parole sui Muri" Fiumalbo Modena 1967 dove incontra Sebastiano Vassalli.
Scrive per la rivista Malebolge (rivista) di Giorgio Celli e Adriano Spatola, Corrado Costa Reggio Emilia 1966.
Membro del Gruppo 63 partecipa al Convegno di La Spezia 1966.
Ha realizzato Poesia sonora insieme a Patrizia Vicinelli sotto l'egida di Gian Giacomo Feltrinelli.
Alla fine degli anni '60 o per incomprensione della sua natura ribelle, surrealista e provocatoria nei confronti delle istituzioni o per reale presenza di stress mentale viene internato nel Manicomio di Reggio Emilia, dove la sua condizione psichica precipita. Rilasciato per la legge Basaglia alla fine degli anni '70 si rinchiude nella casa natale di Modena dove resta auto segregato per più di 10 anni. Dopo la morte dei genitori , è ricoverato in pensionato per anziani prima a San Martino in Rio e poi a Modena, accudito spesso dalle sorelle e da nipoti. Muore il 13 novembre 2018.

## Tributi
Citato da Sebastiano Vassalli in "Arkadia: carriere, caratteri, confraternite degli impoeti d'Italia", Bergamo: El Bagatt ("Pamphlet" n. 1), 1983
Citato da Umberto Eco in " Il Gruppo 63 quarant'anni dopo" Eco Papers n.6 Prolusione tenuta a Bologna l'8 maggio 2003.
Citato da Patrizia Vicinelli in un'intervista rilasciata a Giorgio Di Costanzo

## Opere
- Stechiotrono Tau/Ma 1964
- Eubase o follia Tau/Ma 1964/1974
- Dunque Cavallo Sampietro 1965
- Coazione a contare Lerici 1968[6]

scrive anche in
- Parasurrealismo: n. speciale di Malebolge Marcatré 1966